# Tang Ruizong
Tang Ruizong (zijn persoonlijke naam was Li Dan) (22 juni 662 – 13 juli 716) was een keizer van de Chinese Tang-dynastie. Hij regeerde gedurende twee periodes, van 684 tot 690 en nogmaals van 710 tot 712. 
Ruizong werd door zijn moeder Wu Zetian (624-705) in 684 op de troon geplaatst. Ruizong werd daarmee een nieuwe marionet voor de feitelijke machthebber in het Chinese rijk, zijn moeder. Wu Zetian had na de dood van haar echtgenoot Gaozong (628-683) eerst Ruizongs broer Zhongzong (656-710) zes weken lang laten regeren, maar deze stond naar de zin van zijn moeder te veel onder invloed van zijn vrouw keizerin Wei. Ruizong regeerde vervolgens zes jaar totdat Wu Zetian ook hem afzette. In 690 ging Wu zelf als enige officiële keizerin in de geschiedenis van China regeren. In 705 werd Wu Zetian op haar beurt afgezet door leden van de keizerlijke familie aan de mannelijke kant. De coupplegers zetten Zhongzong op de troon, hoewel Ruizong de officiële troonopvolger was. Na de dood van Zhongzong in 710 kwam Ruizong alsnog aan de macht, maar na twee jaar deed Ruizong afstand van de troon ten gunste van zijn zoon Xuanzong (685-762). 